# Aoranthe
Aoranthe é um género botânico pertencente à família Rubiaceae.